# Timoleone (Alfieri)
Timoleone è una tragedia di Vittorio Alfieri.
Alfieri riassunse in questo modo il suo giudizio su questa tragedia: «Questa terza tragedia di libertà, bench'ella debba cedere a Virginia per la pompa e grandiosità, e alla Congiura de' Pazzi per la rabbia che mi vi pare sovranamente agitare quei congiurati, mi pare nondimeno ch'ella le superi di gran lunga per la semplicità  dell'azione, per la purità di questa nobil passione di libertà, che ne riesce la sola motrice, o per l'avervi in somma l'autore saputo forse cavare dal poco il moltissimo».
L'autore diede anche una descrizione dei personaggi e dell'effetto che si aspettava sul pubblico: «Timoleone, è cittadino e fratello; Timofane, è tiranno e fratello; entrambi son figli. Demarista, è donna e madre. Echilo, è cittadino ed amico. Tali quattro personaggi messi in azione, prestano di necessità molte cose importanti da dirsi: ma vero è, che questo fatto essendo quasi privato, e maneggiandosi nel limite della loro casa infra essi soli, viene spogliato d'ogni magnificenza, e può anche a molti parer totalmente privo d'azione. Pure, un fratello, che combatte fra l'amor della patria e quel del fratello, e che opera il possibile per salvar l'uno e l'altro, parrà  sempre una importantissima azione a quegli uditori fra cui si troveranno molti uomini che siano ad un tempo e cittadini e fratelli».

## Trama
Timoleone, nato nel 411 a.C., e il suo fratello maggiore Timofane erano i figli di Timodemo di Corinto e di sua moglie Demarista. Il personaggio di Timoleone fu tratteggiato già da Plutarco, ed era contraddistinto dall'odio per la tirannia, un sentimento che nell'antica Grecia era tenuto nella più alta considerazione.
All'epoca in cui si svolge la tragedia Timofane, che aveva sposato la sorella di Echilo, era l'uomo più importante di Corinto, e in tempo di pace disponeva di una guardia di quattrocento soldati. In guerra era comandante dell'esercito, e aveva un carattere ardimentoso. La vita di Timofane era stata salvata da Timoleone nel corso di una battaglia contro gli Argivi.
Gli avvenimenti si svolgono nella casa di Timofane a Corinto.

### Atto I
Echilo rimprovera Timofane per avere abusato del proprio potere, e sospetta che egli abbia progetti contro la pubblica libertà. Demarista si unisce a loro parlando con gli stessi toni, e implora il figlio di confidarsi appieno con Timoleone. Timofane si difende, e dichiara che Timoleone si è alleato con i suoi maggiori nemici. Timofane si dice comunque disposto a parlare con Timoleone, il quale, sia pur riluttante, poco dopo lo raggiunge.

### Atto II
Timoleone fa notare al fratello i pericoli a cui si espone col suo comportamento, e gli assicura che quelli che chiama nemici sono in realtà i pochi che ancora amano la loro patria. Per Timofane, conclude Timoleone, è giunto il tempo della scelta tra essere tiranno ed essere cittadino. Timoleone usa in seguito lo stesso linguaggio con Demarista, aggiungendo che  il fratello dovrà affrontare la propria furia se non muterà atteggiamenti. Timofane si difende sostenendo che non sta andando oltre la legge, poi lascia soli la madre e il fratello. Timoleone supplica la madre di usare tutta la propria influenza per convincere Timofane a tornare sui suoi passi, dicendo delle sciagure che li minacciano.

### Atto III
Echilo sostiene con Demarista che Timofane è il responsabile dell'omicidio di Archida, amico del cuore di Timoleone e capo del piccolo gruppo di patrioti. Timofane entra e si giustifica dicendo che Archida gli aveva sottratto l'affetto del fratello, e che era l'unico ostacolo all'unità di Corinto. Timofane assicura poi che Timoleone sarà chiamato a condividere con lui il governo della repubblica.
Echilo lo denuncia coraggiosamente, e dice che lui e Timoleone sono pronti a vendicare il paese. Giunge anche Timoleone, e dice al fratello che dovrà passare sul suo corpo per conquistare il trono di Corinto:
Timofane ribatte che è troppo tardi per tornare indietro e offre al fratello di condividere il trono, o di prendere il suo posto quando la libertà di Corinto sarà estinta. Timoleone rifiuta sdegnosamente l'offerta, ricordando l'orrore di una vita da tiranno.  Timofane infine rifiuta di cambiare progetto, e confessa che il regno è l'ambizione della sua vita. Timoleone ed Echilo giurano che, fintanto che essi vivranno, Timofane non riuscirà nel suo intento.

### Atto IV
Timoleone incontra Demarista e le chiede di fare un ultimo tentativo per far desistere Timofane dai suoi disegni, aggiungendo che per questo scopo gli è stato concesso un giorno ancora di vita. Gli sforzi spesi da Demarista con Timofane non sortiscono effetto. Timofane, anzi, minaccia un prossimo massacro, sostenendo che Timoleone vi si potrà sottrarre solo cercando rifugio nella casa di Timofane stesso. Compare Echilo, sostenendo che Timofane è in imminente pericolo: quest'ultimo gli replica sdegnato, mentre Demarista implora Echilo di correre a prendere Timoleone, per sottrarlo ai pericoli prospettati da Timofane.

### Atto V
Echilo dice a Timoleone che i loro piani sono stati scoperti, e che egli ha fatto avvertire i loro complici. Demarista entra, felice ad un tempo per la salvezza di Timoleone e per il successo di Timofane. Quest'ultimo entra, rallegrandosi che Echilo e Timofane siano scampati al massacro di cui i loro alleati sono appena stati vittime, prima di poter ricevere il loro avvertimento. Ai rimproveri del fratello e del cognato Timofane risponde che la loro unica punizione sarà di vederlo sul trono. Echilo, però, riesce a pugnalare Timofane, mentre Timoleone, per non vedere, si copre il volto col mantello. Demarista richiama le guardie, ma Timofane impone che non scorra più altro sangue e perdona il fratello:
Timoleone, disperato, vorrebbe a sua volta pugnalarsi ma gli viene impedito, perché ora egli dovrà occuparsi delle sorti di Corinto.
Timofane: Tormi d’ogni uomo agli occhi
deggio; e del sole ognor sfuggir la luce...
di duol morir, se non di ferro, io deggio.
Demarista: Misera!... Oh ciel!... che fo? Perduto ho un figlio...
e l’altro a me non resta...
Timoleone: Oh madre!...
Echilo: Ah! vieni,
togliamci a questa lagrimevol vista. —
Convincer dei, Timoleone, il mondo,
che il fratel no, ma che il tiranno hai spento.»

## Edizioni
- Vittorio Alfieri, Tragedie, Sansoni, Firenze 1985.